# M3 (潜水艦)
M3はイギリス海軍の潜水艦。M級。
ニューカッスル・アポン・タインのアームストロング・ホイットワース社で建造された。1916年12月4日起工。1918年10月19日進水。1920年7月就役。
「M3」の305mm砲は1922年のワシントン海軍軍縮条約調印後の1927年から1928年にかけてチャタムで取り除かれ、機雷搭載能力が付与された。
1926年5月9日から15日の間、M3はロンドンのロイヤルビクトリアドック・アルバートドック・キングジョージ5世ドックでのストライキの間の電力供給のために使用された。
1932年2月16日に「M3」は売却され、1932年4月にニューポートで解体された。